# Ziteng Lu
Ziteng Lu (chiń. 紫藤路站) – stacja metra w Szanghaju, na linii 10. Zlokalizowana jest pomiędzy stacjami Longbai Xincun i Hangzhong Lu. Została otwarta 10 kwietnia 2010.